# Jürgen Kurbjuhn
Jürgen Kurbjuhn (* 26. Juli 1940 in Tilsit; † 15. März 2014 in Buxtehude) war ein deutscher Fußballspieler.

## Laufbahn

### Vereine

#### Buxtehuder SV, bis 1960
Jürgen „Kubbi“ Kurbjuhn wuchs nach der Vertreibung im Buxtehuder Stadtteil Altkloster auf und schloss sich der Jugendabteilung des Buxtehuder SV an. Als A-Jugendlicher wurde er am 15. Mai 1958 in die DFB-Jugendnationalmannschaft beim Länderspiel in Flensburg gegen Dänemark berufen. Beim 4:2-Erfolg der deutschen Auswahl spielte er an der Seite von Friedel Rausch, Jürgen Sundermann und Willibert Kremer. Mit 19 Jahren debütierte der Amateurfußballer des Buxtehuder SV in der deutschen Fußballnationalmannschaft der Amateure beim Länderspiel am 27. Mai 1959 in Siegen gegen England. In jenem Jahr gewann er mit der Hamburger Verbandsauswahl mit 4:1 Toren auch den Länderpokal der Amateure. Bis 1960 folgten noch fünf weitere Berufungen zu den DFB-Amateuren. Er spielte auch in dem Olympia-Qualifikationsrückspiel gegen Polen am 18. April 1960 in Warschau. In diesem Spiel konnte die deutsche Verteidigung aber nicht die Angriffsbemühungen der Gastgeber entscheidend unterbinden und Polen gewann mit 3:1 Toren und war damit für die Olympischen Spiele 1960 in Rom qualifiziert. Zur Runde 1960/61 wechselte er zum neuen Deutschen Fußballmeister Hamburger SV in die Fußball-Oberliga Nord.

#### Hamburger SV, bis 1972
Trainer Günter Mahlmann brachte den Neuzugang aus Buxtehude sofort am 1. Spieltag der Runde 1960/61, am 14. August 1960, beim 3:1-Erfolg bei Bremerhaven 93 als linker Verteidiger zum Einsatz. Bis zum Ende der Oberliga-Ära, 1962/63, kam der zweikampf- und konditionsstarke Abwehrrecke auf 78 Oberligaeinsätze und erzielte dabei ein Tor. In den Endrunden um die deutsche Fußballmeisterschaft 1961 bis 1963 bestritt Kurbjuhn dreizehn Spiele mit dem HSV. Höhepunkte wurden in der Oberligaphase die Spiele im Europapokal der Landesmeister 1960/61. Über Young Boys Bern und den englischen Meister FC Burnley gelangte Hamburg in das Halbfinale gegen den FC Barcelona. Der beim am 15. März 1961 herausgespielten 4:1-Heimerfolg gegen Burnley noch 20-jährige Verteidiger "Kubbi" Kurbjuhn erlebte am 12. April die Faszination des Camp Nou vor 90.000 Zuschauern, als dem brasilianischen Stürmer Evaristo in der 46. Minute der 1:0-Siegtreffer für die Katalanen gelang. Auch im Rückspiel und im Entscheidungsspiel am 3. Mai 1961 in Brüssel – wiederum entschied Evaristo mit einem Treffer das Spiel – gehörte Kurbjuhn der HSV-Elf an.
Kurbjuhn gehört zu dem Kreis der Aktiven, die am ersten Spieltag der neuen Fußball-Bundesliga, am 24. August 1963, die Liga zum Laufen brachten. Er stand in der Elf des HSV, als mit einem 1:1-Remis im Preußenstadion gegen Münster der erste Punkt in dieser Liga für die Rothosen erobert wurde. Zehn Tage zuvor, am 14. August 1963, hatte er mit einem 3:0-Erfolg gegen Borussia Dortmund mit seinen Mannschaftskameraden – drei Tore von Mittelstürmer Uwe Seeler – den DFB-Pokal 1963 gewonnen. Bis zur Runde 1971/72 kam Jürgen Kurbjuhn auf 242 Bundesligaeinsätze und erzielte dabei zehn Tore. Sein größter Erfolg war das Erreichen des Finales im Europapokal der Pokalsieger 1968. Das Endspiel verlor der HSV gegen den AC Mailand mit 0:2. Es war aber auch eine bittere Stunde für den zuverlässigen linken Verteidiger des HSV: beide Treffer erzielte für die Lombarden der 33-jährige Oldie Kurt Hamrin. Nach der Niederlage im Pokal-Finale 1967 gegen den FC Bayern München durfte der HSV im europäischen Cupsiegerwettbewerb nur antreten, weil die Bayern 1967 diesen Wettbewerb gewonnen hatten und deshalb als Titelverteidiger bereits für die neue Saison qualifiziert waren. Das letzte Bundesligaspiel absolvierte Kurbjuhn am 30. Oktober 1971 bei der 1:4-Heimniederlage unter Trainer Klaus-Dieter Ochs gegen den FC Bayern München. Verletzungsfolgen ließen danach eine Fortsetzung seiner Karriere nicht mehr zu.

### Nationalmannschaft, 1961 bis 1966
Am 20. September 1961 debütierte das HSV-Talent in der U23-Nationalmannschaft des DFB, die das Länderspiel in Odense gegen Dänemark mit 1:0 gewann, an der Seite von Josef Piontek. Am 8. Oktober hatte er in Gelsenkirchen beim 5:0-Sieg über die Auswahl Polens seinen zweiten Einsatz. Am Ende seiner zweiten Saison in der Oberliga Nord, 1961/62, wurde er von Bundestrainer Sepp Herberger in die deutsche Fußballnationalmannschaft berufen. Am 11. April 1962 debütierte Kurbjuhn im heimischen Volksparkstadion im letzten Testländerspiel vor der Fußball-Weltmeisterschaft 1962 in Chile gegen Uruguay in der Nationalelf. Beim 3:0-Erfolg bildete er mit Karl-Heinz Schnellinger das deutsche Verteidigerpaar. Er gehörte dem Aufgebot für die Fußball-Weltmeisterschaft 1962 in Chile an, wurde allerdings nicht eingesetzt. Insgesamt brachte es der linke Verteidiger vom Hamburger SV zwischen 1962 und 1966 auf fünf Länderspiele. Sein letztes Länderspiel bestritt Kurbjuhn beim 4:0-Sieg am 4. Mai 1966 in Dublin gegen Irland.

## Erfolge
- DFB-Pokalsieger: 1963

## Nach dem Fußball
Der gelernte Bankkaufmann war nach seiner sportlichen Laufbahn als Versicherungs- bzw. Immobilienmakler tätig und betrieb in Buxtehude eine Agentur. In den 1970er Jahren gehörte Kurbjuhn auch dem Stadtrat seiner Heimatstadt an. Er war als Parteiloser auf der Liste der CDU gewählt worden, legte sein Mandat aber bereits nach zwei Jahren nieder. Er starb nach langer Krankheit im Alter von 73 Jahren.